# Jan I van Robbroek
Jan I (Mechelen, 1346) ridder van Robbroek was tijdens de eerste helft van de 14e eeuw deken, schepen en rentmeester van het Land van Mechelen.

## Afkomst
Jan I van Robbroek is een telg van het huis van Robbroe(c)k, een oud Brabants riddergeslacht. Oorspronkelijk waren zij heren van Merchtem en Steenhuffel, maar weken later uit naar de stad Mechelen waarbij meerdere leden van het geslacht aangesteld werden als schepenen en rentmeesters van het Land van Mechelen.

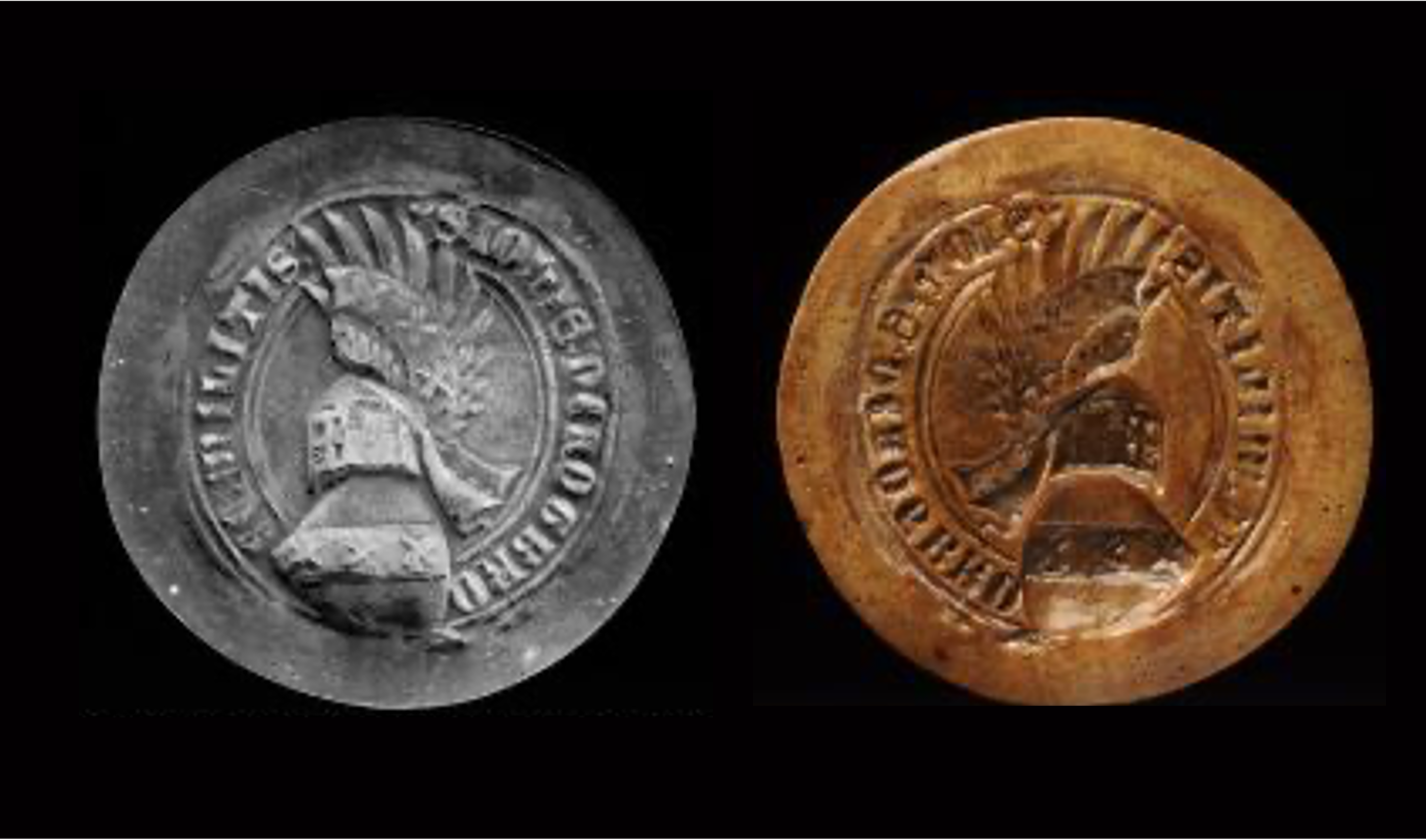
De originele zegels van Jan I van Robbroek.

## Deken van Mechelse lakenhandel
Jan van Robbroek begon als deken van het wollewerk en stond aan het hoofd van de Mechelse lakenhandel. In 1339 is er sprake van een groot erf in het bezit van Jan van Robbroek. Het wordt gesitueerd aan de Heergracht in Mechelen en strekt zich achteraan uit tot aan de vesten. Dit erf zou gelegen zijn aan de Lange Heergracht tegen het klooster van de Zwartzusters. Door zijn functie zou hij verkozen geraken tot lid van de Mechelse schepenbank.

## Rentmeester van het Land van Mechelen
Van 1338 tot 1346 was Jan van Robbroeck schepen van de Mechelse schepenbank, die door hertog Jan III van Brabant werd aangesteld. In het jaar 1345 combineerde hij zijn schepenambt met het ambt van ontvanger van de stad Mechelen en werd hij rentmeester van de stad.
Jan van Robbroek had een broer: Hendrik I van Robbroek die ook actief was in de Mechelse lakenhandel. Deze verkocht in 1318-1319 een kostbaar bruin scharlaken aan de stad Mechelen dat de stad aan Maria van Évreux, hertogin van Brabant gaf. Hij had ook een zoon: Jan II van Robbroek die na zijn overlijden in 1346 zijn verschillende activiteiten zou overnemen.